# المی
المی (به ایتالیایی: Almè) یک سکونتگاه مسکونی در ایتالیا است که در استان برگامو واقع شده‌است.

## خصوصیات
المی ۲٫۰ کیلومترمربع مساحت و ۵٬۶۶۵ نفر جمعیت دارد و ۲۹۴ متر بالاتر از سطح دریا واقع شده‌است.